# Стюарт, Фрэнсис, граф Ботвелл
Фрэнсис Стюарт (англ. Francis Stewart; 1563—1612), граф Ботвелл (с 1581 года) — шотландский дворянин, авантюрист, организатор нескольких попыток захвата короля Шотландии Якова VI Стюарта.

## Биография
Фрэнсис Стюарт был сыном Джона Стюарта, лорда Дарнли (1531—1563), незаконнорождённого сына короля Якова V, и Джин Хепберн (? — 1599), сестры Джеймса Хепберна, графа Ботвелла, любовника и третьего мужа королевы Марии Стюарт. В 1581 году Фрэнсис получил титул графа Ботвелла и стал лордом-адмиралом Шотландии. В этот период Фрэнсис Стюарт был очень близок с королём Яковом VI, подозревали даже наличие между ними любовных отношений. Наследник традиций дома Хепбернов, граф Ботвелл продолжал поддерживать свергнутую королеву Марию Стюарт, а после её казни в 1587 году предложил Якову VI объявить войну Англии. Несмотря на отказ короля, энергичный граф Ботвелл самостоятельно организовал антианглийские выступления в шотландском пограничье, за что был заключен под арест.
С конца 1580-х годов Фрэнсис Стюарт перешёл в оппозицию к королю Якову VI и стал одним из лидеров протестантской партии. Сам граф не отличался особой религиозностью, и, по свидетельству современников, своим бесстрашием и способностью на жестокие выходки превосходил любых трех других шотландских дворян. Он был хорошо образован, владел латынью, французским и итальянским языками. Дворец Фрэнсиса Стюарта в Крайтоне, Лотиан, представляет собой выдающийся памятник шотландского Возрождения.
Эскапады Фрэнсиса Стюарта против короля стали одним из основных политических событий последнего десятилетия XVI века в Шотландии. Его действиям не хватало настойчивости и целеустремленности, однако, по-видимому, граф Ботвелл действительно полагал, что своими рейдами сможет добиться изменения политики Якова VI.
Уже в 1589 году, во время восстания «северных графов», Фрэнсис Стюарт пытался поднять дворянство приграничных областей против короля, но вскоре был вынужден сложить оружие. В 1591 году, в период кампании Якова VI против ведьм, Ботвелл был обвинен в ворожбе против короля и заключен в тюрьму. Графу достаточно легко удалось бежать из заключения и уйти от преследования королевскими войсками. 27 декабря 1591 года Фрэнсис Стюарт неожиданно ворвался во дворец Холируд, где находился Яков VI, и только чудом королю удалось избежать пленения. За эти действия владения графа были конфискованы, что не помешало ему в 1592 году предпринять ещё одну попытку захвата короля, на этот раз в Фолкленде. В 1593 году, вновь проникнув в Холирудский дворец, Ботвелл вырвал у Якова VI обещание помилования. Однако, это обещание не было реализовано. Последним актом борьбы Фрэнсиса Стюарта с королём стала атака отрядами графа королевских сил в Лейте, в результате которой Яков VI бежал под укрытие Эдинбургского замка.
Авантюры Ботвелла находили достаточно широкую поддержку в шотландском обществе, особенно среди пресвитерианского духовенства, недовольного мягкостью обращения короля с католическими «северными графами» (см. Джордж Гордон, 1-й маркиз Хантли). Ботвеллу симпатизировала также и английская королева Елизавета I Тюдор.
Тем не менее, в апреле 1595 года граф Ботвелл был вынужден покинуть Шотландию и эмигрировать во Францию. Скончался Фрэнсис Стюарт в 1612 году в Неаполе.

## Семья и дети
1 декабря 1577 года женился на Маргарет Дуглас (? — 1640), дочери Дэвида Дугласа (ок. 1515—1558), 7-го графа Ангуса, и Маргарет Гамильтон (? — 1574). Дети:
- Фрэнсис Стюарт (1584—1641), лорд Стюарт, Ботвелл и командор аббатства Келсо
- Джон Стюарт (? — 1656) — последний командор аббатства Колдингем и 1-й барон Колдингем
- Фредерик Стюарт (род. 1594)
- Генри (Гарри) Стюарт (род. 1594)
- Элизабет Стюарт (род. 1590), муж — мастер Джеймс Кранстон
- Хелен Стюарт, жена Джона Макфарлейна
- Джейн Стюарт, муж — Роберт Эллиот из Редхью
- Маргарет Стюарт, жена Аллана Кэткарта, 5-го лорда Кэткарта